# برونا تاكاهاشي
برونا تاكاهاشي (بالبرتغالية: Bruna Takahashi) هي لاعبة تنس الطاولة برازيلية، ولدت في 19 يوليو 2000 في ساو برناردو دو كامبو في البرازيل.

## وصلات خارجية
- برونا تاكاهاشي على موقع منظمة تنس الطاولة العالمي (الإنجليزية)
- برونا تاكاهاشي على موقع أوليمبيديا (الإنجليزية)
- برونا تاكاهاشي على موقع اللجنة الأولمبية البرازيلية (البرتغالية)